# フェルディナンド2世 (ナポリ王)
フェルディナンド2世（Ferdinando II, 1469年8月26日 - 1496年9月7日）は、ナポリ王（在位：1495年 - 1496年）。フェランテ2世（Ferrante II）、フェランディーノ（Ferrandino）とも呼ばれる。ナポリ国王アルフォンソ2世と王妃イッポーリタ・マリーア・スフォルツァの子。

## 生涯
1495年にアルフォンソ2世が在位2年足らずで死去すると、フランス国王シャルル8世がナポリ王位の継承権を主張して侵攻し、ナポリに入場して戴冠した。しかしほどなく、ヴェネツィア共和国やローマ教皇アレクサンデル6世、ミラノ公ルドヴィーコ・スフォルツァらの同盟軍に包囲されてシャルル8世はイタリアから撤退し、フェルディナンド2世は王位継承を果たした。
1496年にアルフォンソ2世の異母妹で叔母に当たるジョヴァンナと結婚したが、嗣子を得られないままその年のうちにフェルディナンド2世は死去した。そのため王位は叔父（アルフォンソ2世の同母弟）フェデリーコが継承した。